# François Marsigny
François Marsigny est un alpiniste français né en 1960. Architecte de formation, il est guide de haute montagne à la Compagnie des guides de Chamonix et professeur-guide à l’ENSA. Il est chef du département « alpinisme » à l'ENSA depuis janvier 2016, succédant à Alexis Mallon.

## Réalisations
- 1980 : Super Goulotte ou Goulotte Gabarrou-Marsigny en face Sud de la Barre des Écrins, avec Patrick Gabarrou
- 5-7 juin 1984 : Divine Providence (ABO inf) au Grand Pilier d'Angle avec Patrick Gabarrou
- 1984 : Frêneysie pascale et Cascade Notre-Dame au mont Blanc avec Patrick Gabarrou
- 1985 : première hivernale de l’Hyper couloir des Grandes Jorasses avec Patrick Gabarrou
- 1991 : première intégrale du Grand Couloir central de la face Nord du pic Sans Nom avec Patrick Gabarrou
- 1991 : Magie Blanche en Patagonie (Argentine) avec Patrick Gabarrou et Fred Vimal.
- 27 décembre 1992 - 2 janvier 1993, Première solitaire (hivernale) de la directissime française en face ouest des Drus[3]
- 1995 : Enchaînement en un jour du dièdre Philip-Flamm à la Civetta et de la voie Carlesso à la Torre Trieste avec Jean Marc Clerc (Cristal FFME Europe)
- 1995 : nouvelle voie au col de l'espérance au Cerro Torre, avec Andy Parkin (Piolet d’or 1995)
- 1995 : première répétition de Beyond good and Evil en face Nord de l'aiguille des Pélerins avec François Damilano (voie ouverte en 1992 par Andy Parkin et Mark Twight, et qui a marqué une étape dans la difficulté en mixte moderne en montagne)
- 1998 : première ou seconde répétition (après celle solitaire et controversée de Tomo Cesen) de No Siesta, en face Nord des Grandes Jorasses
- 12 décembre 2001 : A step beyond, à la pointe Migot (aiguilles de Chamonix), avec Thierry Renault, réalisation en mixte moderne qui leur vaut un Cristal FFME Europe[4]
- Cho Oyu
- 21 mai 2008 : Makalu sans oxygène[5]

En 1999, il a reçu le Cristal pour le nouveau millénaire pour avoir été nommé tous les ans depuis la création du Cristal FFME en 1991. Il a lui-même été à l'origine en 1990 du Piolet d'or, avec Jean-Claude Marmier.

## Textes et ouvrages
- François Marsigny, « Patagonie 94 », Annales du GHM 1993
- François Marsigny, « De la compétition et de l'intimité en Alpinisme », Annales du GHM 1997-1998
- François Marsigny, Jean-François Hagenmuller et Pallandre François (ENSA), L'alpinisme. Des premiers pas aux grandes ascensions, Glénat